# Sơn Động (huyện)
Sơn Động là một huyện thuộc tỉnh Bắc Giang, Việt Nam.

## Địa lý
Huyện Sơn Động nằm ở phía đông của tỉnh Bắc Giang, nằm cách thành phố Bắc Giang khoảng 75 km về phía đông, cách trung tâm thủ đô Hà Nội khoảng 140 km, có vị trí địa lý:
- Phía đông giáp thành phố Hạ Long, huyện Ba Chẽ, tỉnh Quảng Ninh và huyện Đình Lập, tỉnh Lạng Sơn
- Phía tây giáp huyện Lục Ngạn và huyện Lục Nam
- Phía nam giáp thành phố Uông Bí và thành phố Đông Triều, tỉnh Quảng Ninh
- Phía bắc giáp huyện Lộc Bình, tỉnh Lạng Sơn.

## Hành chính
Huyện Sơn Động có 17 đơn vị hành chính cấp xã trực thuộc, bao gồm 2 thị trấn: An Châu (huyện lỵ), Tây Yên Tử và 15 xã: An Bá, An Lạc, Cẩm Đàn, Dương Hưu, Đại Sơn, Giáo Liêm, Hữu Sản, Lệ Viễn, Long Sơn, Phúc Sơn, Thanh Luận, Tuấn Đạo, Vân Sơn, Vĩnh An, Yên Định.

## Lịch sử
Ngày 13 tháng 2 năm 1909, Toàn quyền Đông Dương ra Nghị định thành lập huyện Sơn Động gồm ba tổng cắt ra từ huyện Lục Ngạn, gồm: tổng Biển Động (được nhập thêm xã Phúc Thắng thuộc tổng An Châu, huyện Yên Bác, tỉnh Lạng Sơn); tổng Niêm Sơn (được sáp nhập thêm toàn bộ đất đai đồn điền Schneider nằm ven bờ sông Lục Nam thuộc tổng Trù Hựu) và tổng Hả Hộ, huyện lỵ đặt tại Biển Động.
Ngày 11 tháng 5 năm 1917, Quyền Thống sứ Bắc Kỳ ra Nghị định bãi bỏ huyện Yên Bác (Lạng Sơn). Đất đai huyện Yên Bác sáp nhập vào huyện Sơn Động.
Ngày 25 tháng 9 năm 1919, huyện Sơn Động đổi thành châu Sơn Động.
Năm 1927, chính quyền thực dân Pháp tiến hành tổng điều tra dân số, châu Sơn Động khi đó có 8 tổng, 53 xã, 15.342 nhân khẩu:
- Tổng Biển Động có 10 xã: Biển Động, Biển Động phố, Cẩm Đàn, Chiên Sơn, Giáo Liêm, Huân Vi, Phúc Thắng, Quế Sơn, Thảo Nhàn, Xa Lý, với 1.719 nhân khẩu.
- Tổng Cấm Sơn có 6 xã: Cấm Sơn, Gia Lộc, Hộ Đáp, Linh Sơn, Ninh Phong, Văn Lung, với 3.156 nhân khẩu.
- Tổng Đông Đoàn có 6 xã: An Lạc, Hữu Sản, Lâm Ca, Lệ Viễn, Thái Bình, Vĩnh Khương, với 1.713 nhân khẩu.
- Tổng Hả Hộ có 7 xã: Gia Sơn, Hả Hộ, Hộ Đáp, Hữu Bằng, Kỳ Công, Phục Lạp, Xuân Trì, với 1.936 nhân khẩu.
- Tổng Niêm Sơn có 11 xã: Đèo Gia, Hữu Tập, Mai Tô, Mỹ Động, Niêm Sơn, Phì Điền, Phú Nhuận, Sơn Lãng, Tam Đồng, Thích Xá, Vật Phú, với 2.030 nhân khẩu.
- Tổng Tây Đoàn có 6 xã: An Bố, An Châu, An Châu phố, Nhân Định, Tiên Lý, Tuấn Đạo, với 2.505 nhân khẩu.
- Tổng Tứ Trang có 3 xã: Bồng Am, Thanh Luận, Tuấn Mậu, với 594 nhân khẩu.
- Tổng Vị Loại có 3 xã: Dương Hưu, Hạ Long, Thượng Long, với 1.689 nhân khẩu.

Sau Cách mạng tháng Tám năm 1945, đơn vị hành chính cấp tổng bị bãi bỏ; 53 xã cũ hợp nhất lại thành 41 xã.
Trong cuộc kháng chiến chống thực dân Pháp, để thuận tiện cho việc chỉ đạo, tháng 7 năm 1947, Ủy ban kháng chiến hành chính Liên khu I quyết định cắt các xã phía đông huyện Sơn Động cùng 10 xã tả ngạn sông Lục Nam thuộc huyện Lục Ngạn sáp nhập với huyện Hải Chi (tỉnh Hải Ninh) thành lập châu Lục Sơn Hải trực thuộc tỉnh Quảng Hồng. Tháng 12 năm 1948, liên tỉnh Quảng Hồng chia thành tỉnh Quảng Yên và đặc khu Hồng Gai. Đầu năm 1949, châu Lục Sơn Hải giải thể, huyện Sơn Động và 10 xã huyện Lục Ngạn đưa về tỉnh Quảng Yên.
Ngày 17 tháng 2 năm 1955, khu Hồng Quảng được thành lập, huyện Sơn Động và 10 xã huyện Lục Ngạn được trả về tỉnh Bắc Giang.
Ngày 21 tháng 1 năm 1957, Thủ trưởng Chính phủ ban hành Nghị định số 24-TTg. Theo đó, điều chỉnh địa giới hành chính hai huyện Lục Ngạn và Sơn Động để thành lập huyện Lục Nam.
Sau khi điều chỉnh, huyện Sơn Động có 19 xã: An Bá, An Châu, An Lạc, An Lập, Bồng Am, Cẩm Đàn, Chí Minh, Chiên Sơn, Đèo Gia, Dương Hưu, Giáo Liêm, Lệ Viễn, Phúc Thắng, Quế Sơn, Quốc Tuấn, Thanh Luận, Thăng Long, Tuấn Đạo và Vĩnh Khương.
Ngày 21 tháng 8 năm 1958, Bộ Nội vụ ra Nghị định số 254-NV chia xã Thanh Luận thành hai xã: Thanh Luận và Thanh Sơn; xã Vĩnh Khương thành hai xã: Vĩnh Khương và Phú Cường.
Sau đó, một số xã lại được đổi tên: Chí Minh thành Thạch Sơn, Quốc Tuấn thành Yên Định, Thăng Long thành Long Sơn và Phú Cường thành Vân Sơn.
Ngày 27 tháng 10 năm 1962, hai tỉnh Bắc Giang và Bắc Ninh hợp nhất thành tỉnh Hà Bắc, huyện Sơn Động thuộc tỉnh Hà Bắc.
Ngày 14 tháng 3 năm 1963, Chính phủ ra Quyết định số 25-CP cắt xã Đèo Gia để sáp nhập vào huyện Lục Ngạn. Huyện Sơn Động có 20 xã: An Bá, An Châu, An Lạc, An Lập, Bồng Am, Cẩm Đàn, Chiên Sơn, Dương Hưu, Giáo Liêm, Lệ Viễn, Long Sơn, Phúc Thắng, Quế Sơn, Thạch Sơn, Thanh Luận, Thanh Sơn, Tuấn Đạo, Vân Sơn, Vĩnh Khương và Yên Định.
Tại kỳ họp thứ 7, Quốc hội khóa II, Quốc hội đã ra Nghị quyết sáp nhập xã Hữu Sản thuộc huyện Đình Lập, tỉnh Hải Ninh (nay huyện Đình Lập thuộc tỉnh Lạng Sơn) vào huyện Sơn Động, tỉnh Hà Bắc. Huyện Sơn Động có 21 xã: An Bá, An Châu, An Lạc, An Lập, Bồng Am, Cẩm Đàn, Chiên Sơn, Dương Hưu, Giáo Liêm, Hữu Sản, Lệ Viễn, Long Sơn, Phúc Thắng, Quế Sơn, Thạch Sơn, Thanh Luận, Thanh Sơn, Tuấn Đạo, Vân Sơn, Vĩnh Khương và Yên Định.
Ngày 30 tháng 1 năm 1985, Hội đồng Bộ trưởng ban hành Quyết định số 21-HĐBT. Theo đó, giải thể xã Phúc Thắng để sáp nhập vào xã Quế Sơn và trường bắn TB1; giải thể xã Thạch Sơn để sáp nhập vào xã Vân Sơn và trường bắn TB1.
Ngày 11 tháng 12 năm 1991, Ban Tổ chức Chính phủ ra Quyết định số 642-CP thành lập thị trấn An Châu trên cơ sở điều chỉnh địa giới hành chính hai xã An Châu và An Lập.
Ngày 19 tháng 10 năm 1993, tái lập xã Phúc Thắng trên cơ sở 2 xóm đã cắt về xã Quế Sơn và phần diện tích còn lại do trường bắn TB1 bàn giao lại, tái lập xã Thạch Sơn trên cơ sở 1 xóm đã cắt về xã Vân Sơn và phần diện tích do trường bắn TB1 bàn giao lại.
Ngày 6 tháng 11 năm 1996, huyện Sơn Động thuộc tỉnh Bắc Giang vừa được tái lập.
Ngày 6 tháng 11 năm 2008, Chính phủ ban hành Nghị định số 05/NĐ-CP. Theo đó:
- Thành lập thị trấn Thanh Sơn trên cơ sở điều chỉnh 1.267,5 ha diện tích tự nhiên và 2.856 người của xã Thanh Sơn, 713,4 ha diện tích tự nhiên và 1.280 người của xã Thanh Luận.
- Đổi tên xã Thanh Sơn thành xã Tuấn Mậu.

Ngày 21 tháng 11 năm 2019, Ủy ban Thường vụ Quốc hội ban hành Nghị quyết số 813/NQ-UBTVQH14 về việc sắp xếp các đơn vị hành chính cấp xã thuộc tỉnh Bắc Giang (nghị quyết có hiệu lực từ ngày 1 tháng 1 năm 2020). Theo đó:
- Sáp nhập xã An Châu vào thị trấn An Châu
- Sáp nhập xã Phúc Thắng và xã Thạch Sơn thành xã Phúc Sơn
- Sáp nhập xã Vĩnh Khương và xã An Lập thành xã Vĩnh An
- Sáp nhập xã Bồng Am vào xã Tuấn Đạo
- Sáp nhập xã Chiên Sơn và xã Quế Sơn thành xã Đại Sơn
- Sáp nhập xã Tuấn Mậu và thị trấn Thanh Sơn thành thị trấn Tây Yên Tử.

Ngày 28 tháng 9 năm 2024, Ủy ban Thường vụ Quốc hội ban hành Nghị quyết số 1191/NQ-UBTVQH15 về việc sắp xếp đơn vị hành chính cấp huyện, xã giai đoạn 2023 – 2025 của tỉnh Bắc Giang (nghị quyết có hiệu lực từ ngày 1 tháng 1 năm 2025). Theo đó, điều chỉnh diện tích tự nhiên 75,93 km² của Trường bắn Quốc gia khu vực 1 thuộc địa giới hành chính huyện Sơn Động về huyện Lục Ngạn quản lý.
Sau điều chỉnh địa giới hành chính, huyện Sơn Động có diện tích tự nhiên 784,63 km² và quy mô dân số 89.311 người; có 17 đơn vị hành chính cấp xã.
Huyện Sơn Động có 2 thị trấn và 15 xã như hiện nay.

## Dân số
Huyện Sơn Động có diện tích 845,77 km², dân số năm 2008 là 72.930 người, mật độ dân số đạt 86 người/km².
Huyện Sơn Động có diện tích 845,77 km², dân số năm 2018 là 72.350 người. Dân số thành thị là 15.375 người và dân số nông thôn là 56.975 người. Mật độ dân số đạt 86 người/km².
Huyện Sơn Động trước khi điều chỉnh địa giới hành chính, có diện tích 860,56 km², dân số quy đổi tính đến ngày 31/12/2023 là 89.311 người, mật độ dân số đạt 103 người/km².
Huyện Sơn Động sau khi điều chỉnh địa giới hành chính, có diện tích 784,63 km², dân số quy đổi tính đến ngày 31/12/2023 là 89.311 người, mật độ dân số đạt 113 người/km².

## Kinh tế
Làng nghề: Các ngành nghề, nghề phụ dựa trên điều kiện tự nhiên sẵn có với thế mạnh về trồng trọt, lâm nghiệp, chăn nuôi. Nó tạo ra công ăn việc làm giải quyết nhu cầu lương thực, sinh hoạt tại chỗ không chỉ cho huyện mà còn tiêu thụ đến một số địa phương khác trong và ngoài tỉnh với các sản phẩm như: chè, mật ong, gỗ, cây dược liệu, hoa quả, bò, lợn, gà,...

## Du lịch
Trên địa bàn huyện có khu di tích và danh thắng Tây Yên Tử thuộc Quần thể di tích và danh thắng Yên Tử - Vĩnh Nghiêm - Côn Sơn, Kiếp Bạc.

## Giao thông
Quốc lộ 31 theo hướng đông bắc đi huyện Đình Lập, tỉnh Lạng Sơn.
Quốc lộ 279, theo hướng đông nam đi thành phố Hạ Long, tỉnh Quảng Ninh. Thị trấn An Châu được coi là đầu mối giao thông của huyện, là ngã ba giữa 3 tỉnh Bắc Giang, Lạng Sơn và Quảng Ninh.